# ゲーリー・E・ジョンソン
ゲーリー・アール・ジョンソン（英語: Gary Earl Johnson、1953年1月1日 - ）は、アメリカ合衆国の政治家・実業家である。所属政党は共和党だったが、2011年からはリバタリアン党に所属する。2016年アメリカ合衆国大統領選挙でのリバタリアン党の大統領候補であった。
第29代ニューメキシコ州知事、2012年アメリカ合衆国大統領選挙でのリバタリアン党の大統領候補などを歴任した。

## 経歴

### 生い立ち
1953年1月1日にノースダコタ州マイノットで、デンマーク・ノルウェー・ロシアの家系を持つ公立学校の教師の父のアール・W・ジョンソンとインディアン事務局職員の母のロレーヌ・B・ジョンソンとの間に誕生した。1971年にニューメキシコ州アルバカーキのサンディア高等学校を卒業し、1975年にニューメキシコ大学を卒業する。

### 実業家
大学在籍中に訪問便利屋のアルバイトで稼ぎ、卒業後の1976年に建設会社ビッグ・J・エンタープライズを設立する。設立から20年後までに1000人以上の従業員を持つニューメキシコ州最大の建設会社に育て上げ、成功を収めた。

### ニューメキシコ州知事
1994年に自らの会社であるビッグ・J・エンタープライズの売却を決め、共和党有力者の支持の下でニューメキシコ州知事選挙への出馬の意向を示した。50万ドル分の選挙資金は自ら賄った。共和党の指名争いではビジネスで成功したことをアピールし、減税・雇用創出・財政支出抑制・法と秩序の回復などを主張する。リチャード・P・チェイニーやジョン・デンダール、デイビット・F・カーゴらを抑えて共和党指名を勝ち取ると、民主党の現職知事ブルース・キングに勝利し、知事として政界に入る。
就任後半年の間に、424件の両院通過法案のうち200件に対して拒否権を行使し、拒否権行使率の全米記録を作る。推進した政策は、支出削減及び減税、教育バウチャーの導入などである。1998年に再選した後、マリファナ解禁を主張するが実現はしなかった。以後2003年まで知事を務めた。

### 2012年アメリカ合衆国大統領選挙
2008年アメリカ合衆国大統領選挙共和党予備選挙ではロン・ポールを支持する。
2009年の時点で2012年アメリカ合衆国大統領選挙への自身の出馬に興味を示し、政治運動団体「Our America Initiative」を立ち上げる。2011年4月21日に大統領選挙への出馬を宣言し、共和党の指名争いに参加した。だが、ジョンソンのリバタリアン寄りな立場は共和党の有力支持グループである保守層から忌避され、支持率の低迷などによりテレビ討論会に呼ばれないこともあった。ロン・ポールとのリバタリアン寄り候補の一本化を模索するも失敗する。そのため共和党からの指名を得るのが難しいと判断し、同年12月28日にリバタリアン党からの指名を求めることを宣言する。
2012年5月5日に開かれたリバタリアン党大会にて、初回投票で70パーセントの代議員票を集め、指名を獲得した。ジョンソンは選挙の目標として、二大政党と同等の取り扱いを受けることのできる基準とされる、一般投票での得票率5パーセントを狙うが、結果は1パーセント弱の得票率に終わった。しかし、同党候補として初めて100万票以上を獲得している。得票率は同党歴代2位である。

### 2016年大統領選
2014年7月からネバダ州にある医療大麻会社「Cannabis Sativa」のCEOを務めていたが、2016年1月に辞任し、2016年大統領選挙に再びリバタリアン党から出馬することを表明する。2016年5月29日に開かれたリバタリアン党大会にて、2回目の投票で55.8パーセントの代議員票を集め、指名を獲得した。党大会では、もし自身が当時の大統領だったならば「1964年制定の公民権法に署名しただろう」と発言し、差別的言動の規制を認めない同党の代議員からブーイングを浴びた。
バージニア州選出の共和党のスコット・リジェル下院議員は投票することを明らかにした
。また、エスタブリッシュメントとも言われるミット・ロムニー元マサチューセッツ州知事もジョンソンに投票する可能性を示唆した。この他、財政的には保守だが、社会的・文化的にはリベラルで、LGBTや移民に寛容な有権者からも支持されている。
2016年11月8日の大統領選挙で共和党候補のドナルド・トランプに破れ落選した。選挙人獲得はなかったものの投票数では400万票を得た。これは歴代の大統領選挙においてリバタリアン党から立候補した人物としては最も多い数字である。

## 政策

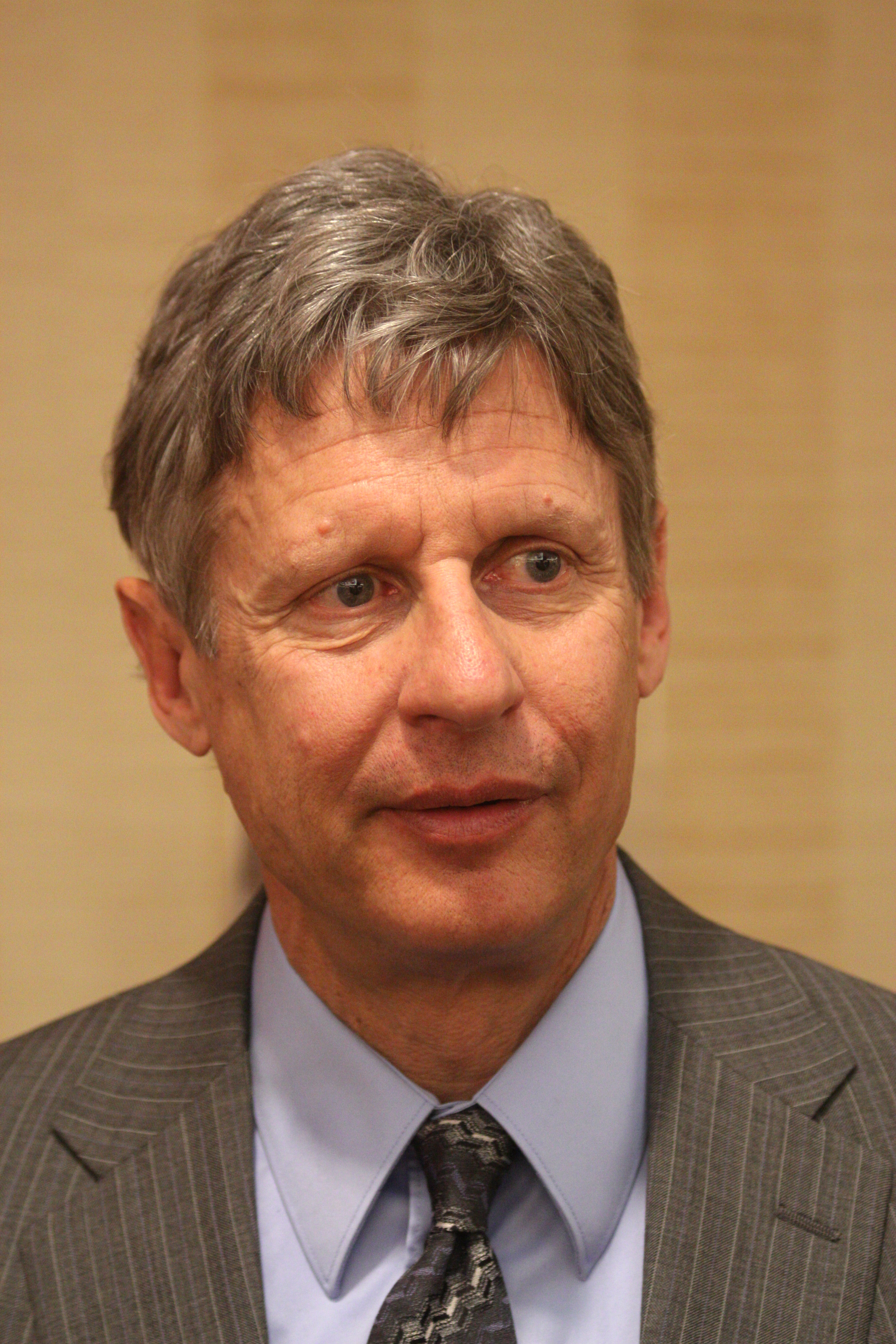
アリゾナ州フェニックス市にて（2011年）

### 内政

#### 財政政策
リバタリアニズムを基調としており、小さな政府、すなわち政府支出削減による均衡財政や減税による財政保守を主張している。

#### 社会政策
同性結婚の権利擁護や、麻薬戦争の弊害解消のための大麻の合法化といった市民的自由を主張する。
妊娠中絶については女性に選択する権利があると主張している（プロチョイス）。ニューメキシコ州知事時代には、遅い学期に妊娠中絶を禁止する請求に署名しており、女性の権利と胎児の生命の両方の権利を支持した。
個人の自由と自己防衛の立場から銃規制に反対している。

#### 福祉政策
オバマ政権による医療保険制度改革については「経済が崩壊する」との理由から反対し、公的医療保険制度の廃止を主張している。

### 外交
アメリカ同時多発テロ事件の際にアメリカが攻撃を受けたことから、2001年アフガニスタン紛争については、アルカーイダ一掃のため支持した。ただし、アフガニスタンにアメリカ軍を長く駐留させることには反対した。
イラク戦争・リビア内戦・シリア内戦などへの介入などには反対の立場である。日本や韓国・ヨーロッパについては同盟国としながらも、在日アメリカ軍・在韓アメリカ軍・ヨーロッパのアメリカ軍など海外のアメリカ軍基地の撤退あるいは大幅な削減を主張し、少なくとも日本・韓国・ヨーロッパに駐留するアメリカ軍の軍事支出の43パーセントの削減を主張している。
イランは核兵器を持っておらず、もはや軍事的脅威では無いという理由からイランへの制裁に反対し、イランはイスラエルなど他の同盟国の脅威では無いと主張する。ただし警戒する必要があるとも述べている。イスラエルは重要な軍事同盟国であるとしてイスラエルの主権を支持しているが、イスラエルへの財政援助には反対しており、イスラエルと他国との戦争にアメリカは参加もしなければ従いもしないとしている。

## 人物
フィットネス愛好家としても知られ、アイアンマン・トライアスロンやエベレスト山の登山に挑戦している。
2005年にパラグライダーの事故で複数個所を骨折した後、治癒までの3年間ほど鎮痛剤代わりにマリファナを喫煙した。以前、鎮痛剤を服用した際の副作用に懲りていたとのことである。一方で、普段はアルコールのみならずカフェイン飲料や砂糖も節制している。
2016年9月、ニュース番組に出演した際、司会者からアレッポの危機的状況にどう対処するかとの問いを投げかけられた。その当時、血まみれになった5歳児が世間の同情を集めていたにもかかわらず、ジョンソンには何のことだか理解できなかったらしく「アレッポって？」と訊き返し、場の空気を凍りつかせた。慌てて「いや」と発した後、呆れ果てている司会者の説明を受けてようやくわかったのか、「ああ、その話ね。大変な問題だ」とコメントした。このやり取りはSNSでも話題となり、「#WhatIsAleppo」のハッシュタグがジョンソンを嘲笑った。